# Slaget i Lycksele
Slaget i Lycksele var en intern ledarstrid inom Moderata ungdomsförbundet som utspelade sig vid förbundets stämma på Hotell Lappland i Lycksele 1992. Striden, som orsakade en lång period av splittring inom förbundet, stod mellan de konservativas kandidat Fredrik Reinfeldt och den sittande förbundsordföranden nyliberalen Ulf Kristersson. Fredrik Reinfeldt gick vinnande ur striden med röstsiffrorna 58–55 och blev ordförande i en styrelse som hade Gunilla Carlsson och Ulrik Nilsson som vice ordförande.